# Estació de Malargüe

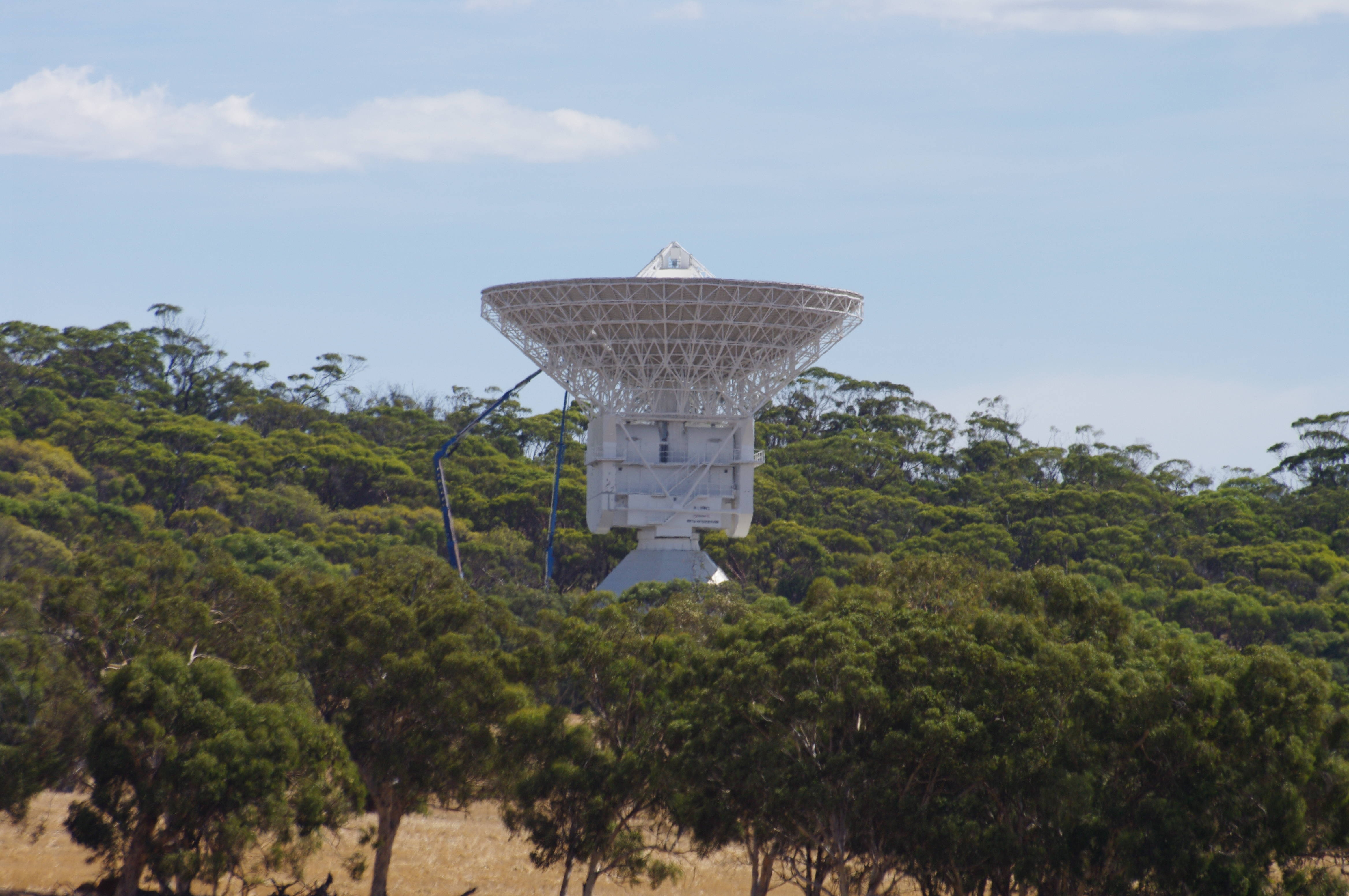
Antena similar a una construïda a l'estació Malargüe. Aquesta antena, a Nova Norcia, és en reparació/manteniment

L'estació de Malargüe és una estació d'antena de ràdio ESTRACK de 35 metres per a les comunicacions amb naus espacials en construcció a l'Argentina. Està sent construït per l'Agència Espacial Europea (ESA). Està situada a 40 km al sud de la ciutat de Malargüe, Argentina. L'antena de Malargüe té dos estacions germanes, l'Estació de Cebreros, a prop de Madrid, Espanya, i l'Estació de Nova Norcia a prop de Nova Norcia, Austràlia. La finalització d'aquesta estació permetrà que les missions en espai profund tinguin un seguiment de manera contínua.
En el 7 de desembre de 2011, el plat de l'antena de l'estació de 35 metres de diàmetre es va hissar en el seu lloc. L'operació va prendre diverses hores i es va haver d'esperar un dia tranquil sense vent. L'estació és (en novembre de 2012) en proves inicials i l'ESA espera que l'estació estigui plenament operacional en el 2013.